# Aga Chan II
Aga Chan II (Aga Khan II; właściwie Szah Ali Szah Aga Chan II, arab. شاه علي شاه أغا خان الثاني) (ur. 1831?  – zm. 1885) – 47. imam aga chanów (głównej gałęzi nizarytów) w latach 1881–1885).